# Juan de Dios Peña Rojas
Juan de Dios Peña Rojas (ur. 8 sierpnia 1967 w Acequias) – wenezuelski duchowny rzymskokatolicki, od 2015 biskup El Vigia-San Carlos del Zulia.

## Życiorys
Święcenia kapłańskie przyjął 22 sierpnia 1992 i został inkardynowany do archidiecezji Mérida. Pracował głównie w archidiecezjalnym seminarium w Méridzie, a w latach 2011–2015 był jego rektorem. Był także m.in. asesorem w duszpasterstwie młodzieży, dyrektorem administracyjnym w kurii oraz proboszczem i rektorem w kilku méridzkich kościołach.
17 kwietnia 2015 został mianowany biskupem El Vigia-San Carlos del Zulia. Sakry biskupiej udzielił mu 4 lipca 2015 abp Baltazar Porras.